# Eric Hattke

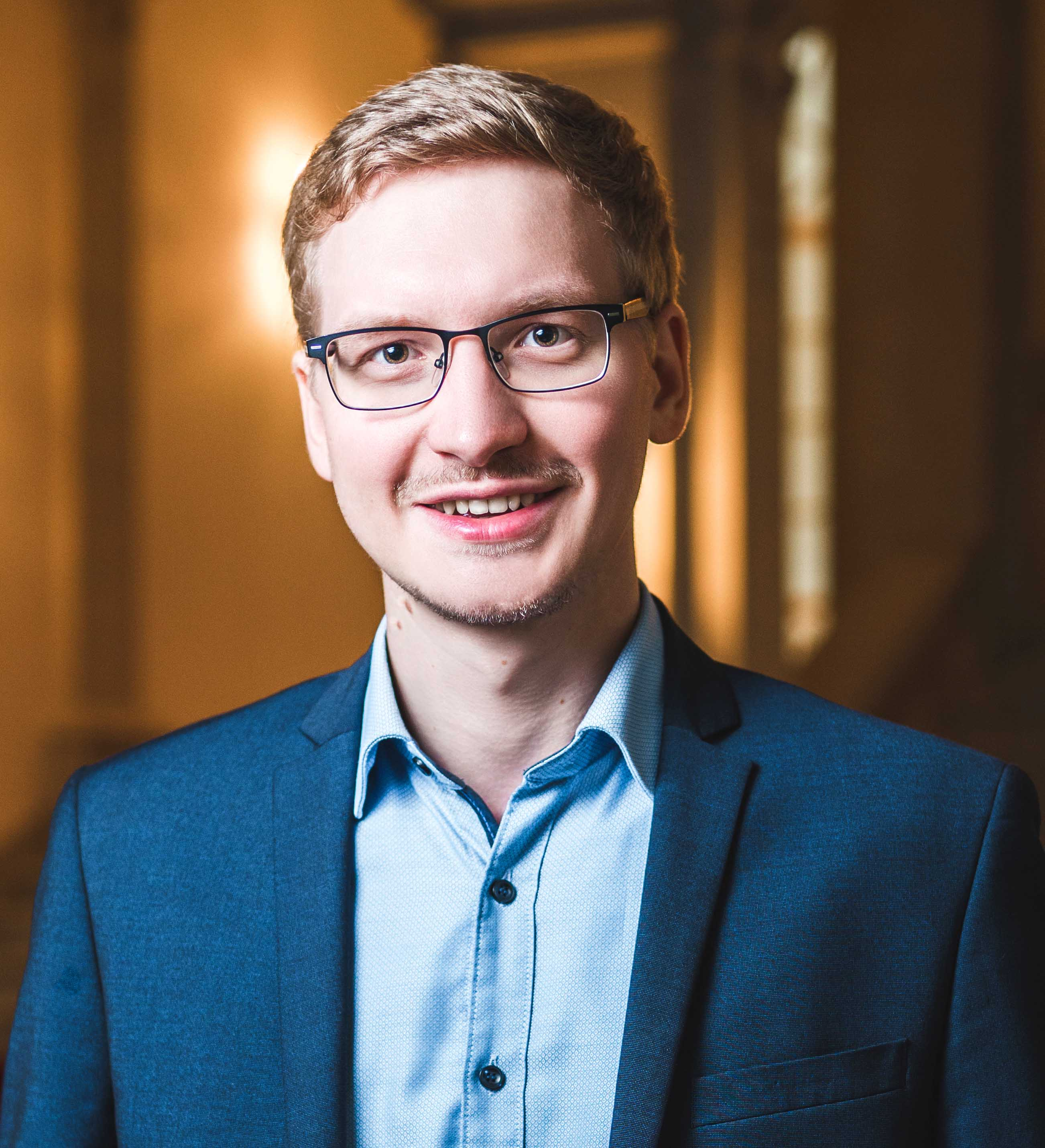
Eric Hattke

Eric Hattke (* 15. Mai 1991 in Hoyerswerda) ist ein deutscher Autor und Bürgerrechtler. Bekanntheit erlangte er vor allem als Gesicht des Widerstandes gegen die islamfeindliche Organisation Pegida in Dresden. Er ist Initiator und Organisator zahlreicher Projekte für eine tolerante und demokratische Gesellschaft.

## Leben
Eric Hattke wurde 1991 in Hoyerswerda geboren und ist in der Nähe von Dresden als Einzelkind aufgewachsen. An der TU Dresden studierte er Geschichte und Philosophie und war Mitglied des Studierendenrates sowie des Senats.
Von 2014 bis 2016 war Eric Hattke Sprecher des Netzwerkes „Dresden für Alle“. Im Mai 2016 gründete er mit Gleichgesinnten Atticus e. V., dessen Vorsitzender er bis heute ist. Wegen seines Engagements für eine weltoffene Stadtgesellschaft bekam er mehrfach Morddrohungen. Er ist stellvertretender Vorsitzender des Ausländerrates Dresden e. V. und arbeitet für verschiedene Organisationen, unter anderem als Geschäftsführer der Sächsischen Bibliotheksgesellschaft (SäBiG).

## Politische Wahrnehmung

### Protest gegen PEGIDA
Als Sprecher des Netzwerks „Dresden für Alle“ hat sich Eric Hattke von Beginn an im Gegenprotest gegen die fremdenfeindliche Organisation Pegida engagiert. Dabei organisierte er die überregional bekannt gewordenen Sternläufe mit bis zu 10.000 Teilnehmern. Im Rahmen dieser Tätigkeit wurde Eric Hattke durch Mails und Anrufe mit seinem Tod bedroht. Die rechtsextreme PEGIDA-Bewegung heizte diese Attacken durch Hashtags wie #hattkesbuntefreunde weiter an.
Gemeinsam mit „Dresden – place to be“ und Akteuren der Dresdner Stadtgesellschaft organisierte Eric Hattke als Sprecher von „Dresden für alle“ das kostenfreie Konzert „Bunt und offen – Dresden für alle“, bei dem Musiker wie Herbert Grönemeyer, Adel Tawil, die Band Silly und Sarah Connor in Dresden auf den Neumarkt vor 25.000 Zuschauern die Proteste gegen die PEGIDA-Bewegung unterstützten.
Als Geschäftsführer der SäBiG meldete er im Februar 2020 unter dem Motto „Demokratie braucht Rückgrat“ die Kundgebung gegen Pegida an, die erstmals auch durch CDU und FDP unterstützt worden ist. Weitere Unterstützer waren die beiden sächsischen Landeskirchen und der Landesverband der Jüdischen Gemeinden. Anlass war die 200. angemeldete Kundgebung von Pegida mit Besuch von Björn Höcke als Redner.

### Engagement für Geflüchtete
Mit verschiedenen Projekten setzte sich Eric Hattke für die Akzeptanz und Integration von geflüchteten Menschen im Rahmen der Flüchtlingskrise in Deutschland ein. Dazu zählt die Aktion des Verein Atticus e. V. bei der Rucksäcke mit Alltagsgegenständen, sogenannte „Blue Bags“, für ankommende Menschen in Dresdner Erstaufnahmeeinrichtungen über Spenden finanziert, gepackt und verteilt wurden. Über den Spendenlauf „Run and Roll“ wurden durch das Netzwerk „Dresden für alle“ Mittel in Höhe von 75.000 Euro eingeworben, um eine Stelle zur besseren Koordination der medizinischen Untersuchung von Geflüchteten am Universitätsklinikum in Dresden einzurichten. In einer gemeinsamen Kampagne des Atticus e. V. mit der sächsischen Sozialministerin Petra Köpping wurden auf Bierdeckeln Vorurteile gegen Geflüchtete und zur Asylpolitik aufgeklärt und entkräftet.

## Veröffentlichungen
- Mein Sachsen. In: Heike Kleffner, Matthias Meisner: Unter Sachsen: Zwischen Wut und Willkommen. Christoph Links Verlag, Berlin 2017, ISBN 978-3-86153-937-7. Seite 264–265.
- Kaleidoskop-Wahrheiten. In: Amac Garbe, Peter Ufer, Thomas Walther (Hrsg.): Stadtluft Dresden 5. Verlag der Kunst, Dresden 2020, ISBN 978-3-86530-264-9.
- Haltung zeigen: Demokratie braucht Rückgrat. In: Gewissen befreien. Haltung zeigen. Gott vertrauen. Hannover 2021. Seite 40–46.
- Herausgeberschaft mit Michael Kraske: Demokratie braucht Rückgrat – Wie wir unsere offene Gesellschaft verteidigen. Ullstein, Berlin 2021, ISBN 978-3-548-06549-6.